# Matuzalém
Francelino Matuzalém da Silva (Río Grande do Norte, Brasil, 10 de junio de 1980) es un futbolista brasileño. Jugaba de mediocentro ofensivo y su último equipo fue el Nuova Monterosi de la Serie D.

## Biografía
Destacó por primera vez en 1997 en el campeonato del mundo de FIFA SUB-17 en Egipto, anotando 3 goles en 6 partidos incluyendo un gol crítico en la final. 
En 2004, Matuzalem se trasladó desde Brescia a FK Shajtar Donetsk. Él se convirtió en el nuevo capitán del club para la temporada 2006-07 y fue votado el jugador del club del año.
El 18 de julio de 2007, Matuzalem firmó para el Real Zaragoza después de unas duras y largas negociaciones después de que Matuzalem se retirase de una concentración con el equipo para forzar su salida del club. El jugador abandonó la disciplina del Shajtar acogiendosé al artículo 17 de la FIFA por la que los jugadores mayores de 27 años que lleven más de tres en un mismo club pueden rescindir su contrato de forma unilateral, y un comité de arbitraje de la FIFA será quien ponga precio al traspaso en función de una serie de parámetros como son: ficha anual del jugador, años que le restan de contrato, valor de mercado del jugador o cláusula de rescisión, entre otros...
En su primera temporada con el Real Zaragoza, el futbolista del Barcelona, Yaya Touré, tras una violenta entrada, lesionó de gravedad a Matuzalem y estuvo en el dique seco la mayor parte de la temporada.
En el verano del 2008 fue cedido al SS Lazio, previa ampliación de su contrato con el Real Zaragoza por una temporada más, con una opción de compra de entre 15 y 17 millones. En esa misma temporada, en mayo de 2009, la FIFA determina que el club que posee sus derechos, el Real Zaragoza, debe indemnizar con 12 millones de euros a su anterior equipo, el FK Shajtar Donetsk, debido al artículo 17 al que se había acogido anteriormente el jugador para rescindir el contrato unilateralmente.
En julio de 2009 es traspasado definitivamente al SS Lazio, que paga al Real Zaragoza 6 millones de euros más la cesión por una temporada del portero argentino Juan Pablo Carrizo.
En el 2013, pasó de la SS Lazio para ser refuerzo del Genoa CFC durante el mercado de invierno a través de un traspaso.

## Selección nacional

### Participaciones en Copas del Mundo
| Mundial             | Sede   | Resultado |
| ------------------- | ------ | --------- |
| Mundial Sub-17 1997 | Egipto | Campeón   |

## Clubes
| Club             | País           | Año       | Partidos | Goles |
| ---------------- | -------------- | --------- | -------- | ----- |
| EC Vitória       | Brasil         | 1998-1999 | 14       | 0     |
| AC Bellinzona    | Suiza          | 1999      | 0        | 0     |
| SSC Napoli       | Italia         | 1999-2001 | 52       | 2     |
| Piacenza Calcio  | Italia         | 2001-2002 | 28       | 3     |
| Brescia Calcio   | Italia         | 2002-2004 | 60       | 3     |
| Shakhtar Donetsk | Ucrania        | 2004-2006 | 68       | 25    |
| Real Zaragoza    | España         | 2007-2008 | 14       | 1     |
| SS Lazio         | Italia         | 2008-2013 | 105      | 4     |
| Genoa CFC        | Italia         | 2013-2014 | 34       | 1     |
| Bologna FC       | Italia         | 2014-2015 | 21       | 0     |
| Hellas Verona    | Italia         | 2015-2016 | 7        | 0     |
| Miami FC         | Estados Unidos | 2016      | 3        | 0     |
| Nuova Monterosi  | Italia         | 2017-2018 | 28       | 3     |

## Palmarés

### Campeonatos nacionales
| Título                  | Club             | País    | Año       |
| ----------------------- | ---------------- | ------- | --------- |
| Liga Premier de Ucrania | Shakhtar Donetsk | Ucrania | 2004-2005 |
| Liga Premier de Ucrania | Shakhtar Donetsk | Ucrania | 2005-2006 |
| Supercopa de Ucrania    | Shakhtar Donetsk | Ucrania | 2005      |
| Copa de Italia          | SS Lazio         | Italia  | 2009      |
| Supercopa de Italia     | SS Lazio         | Italia  | 2009      |